# Намордник

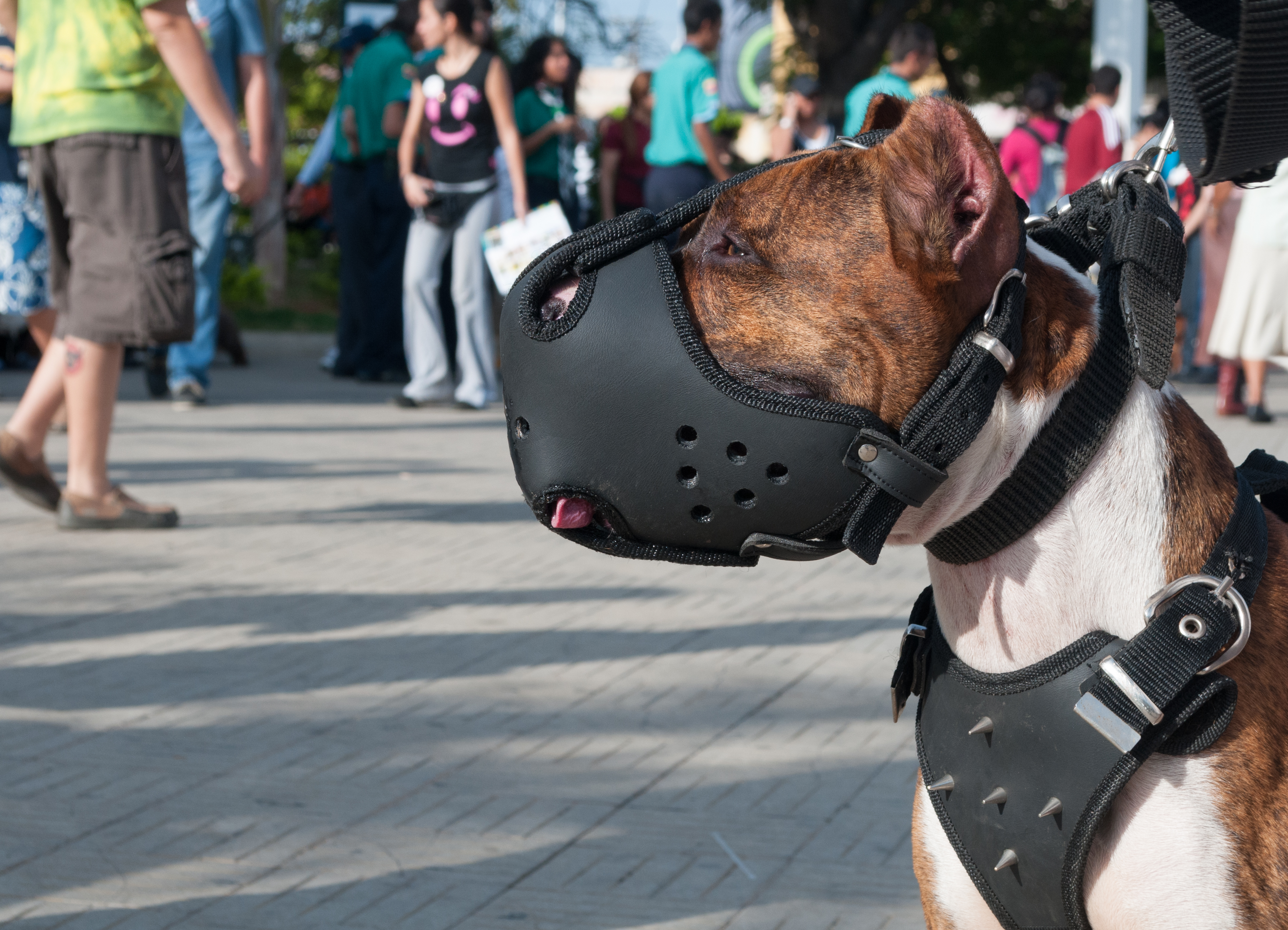
Собака в наморднику

Намордник (від «морда») — пристосування, дротяна, ремінна і т. ін. сітка, яку надівають на морду собаки або іншої тварини, щоб ті не кусалися, не рили землю, не смоктали маток або інше. Інші назви — нарильник (від «рило»); нагубник (від «губи»).

## Призначення
Намордник запобігає широкому відкриття пащі, застосовується для запобігання укусів та/або харчуванню з боку домашніх тварин (найбільш поширене для собак, також використовується для коней, ослів тощо). Намордник обмежує відкриття пащі, не дозволяє тварині кусати (і як наслідок — їсти) і самостійно знімати намордник, але не перешкоджає диханню.
Функції:
- Для собак  — запобігає можливість укусів, оберігання собак від отруєння підібраною їжею.
- Для коней — для обмеження харчування (в разі хвороби) і для запобігання укусів.
- Для корів — для відлучення телят від вимені[2]. Для великої рогатої худоби взагалі — при перегоні, для запобігання поїдання ними чужих посівів[3]

## Види
Намордники як правило бувають трьох видів:
1. Глухі
2. Решітка на морду (частина морди) з утримуючим хомутом на потилиці (шиї) тварини
3. Петля з еластичної міцної стрічки, намотаної на пащу

У комбінації з нашийником і повідцем забезпечує достатній контроль за собаками небезпечних порід.

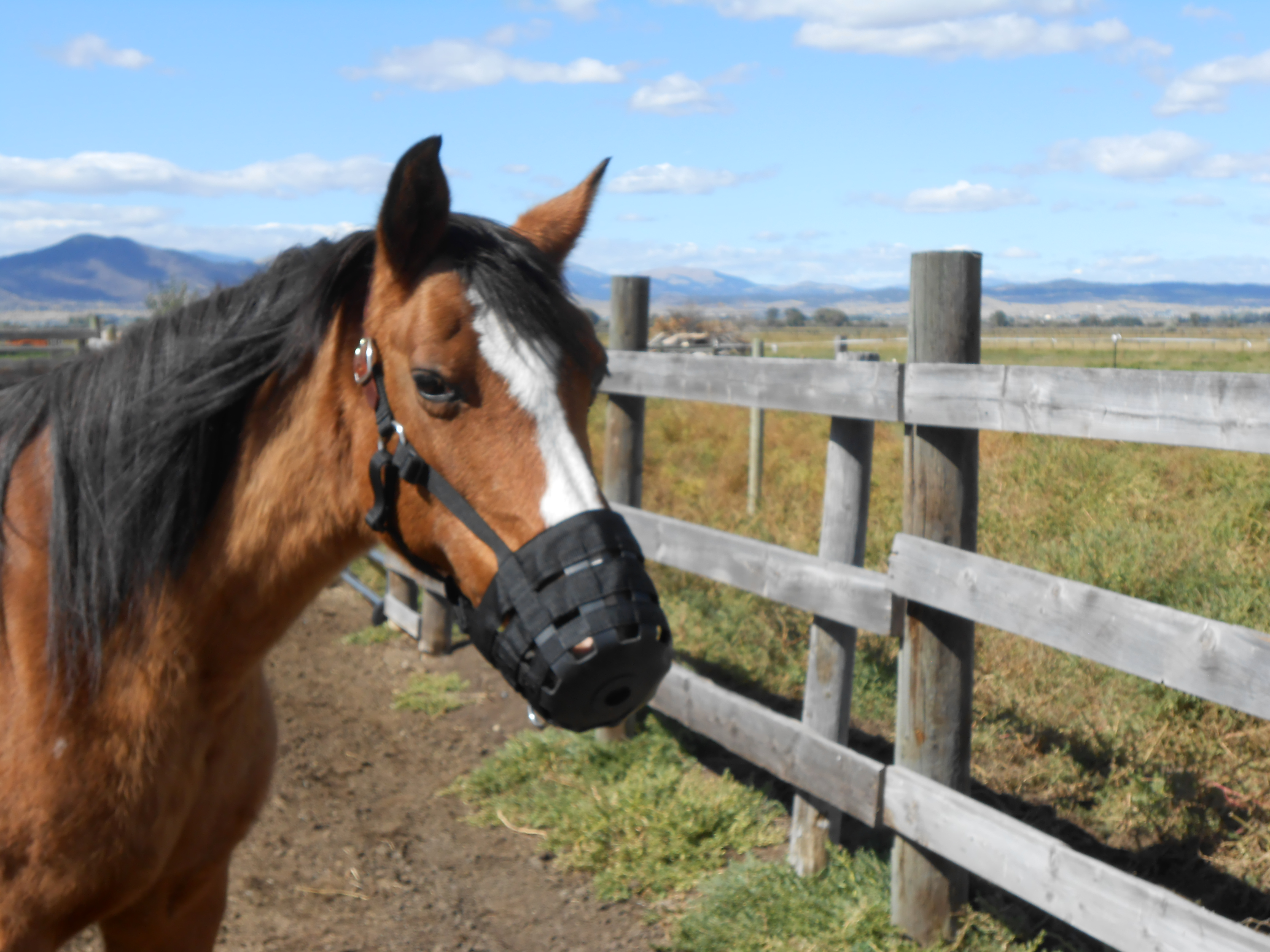
Кінський намордник
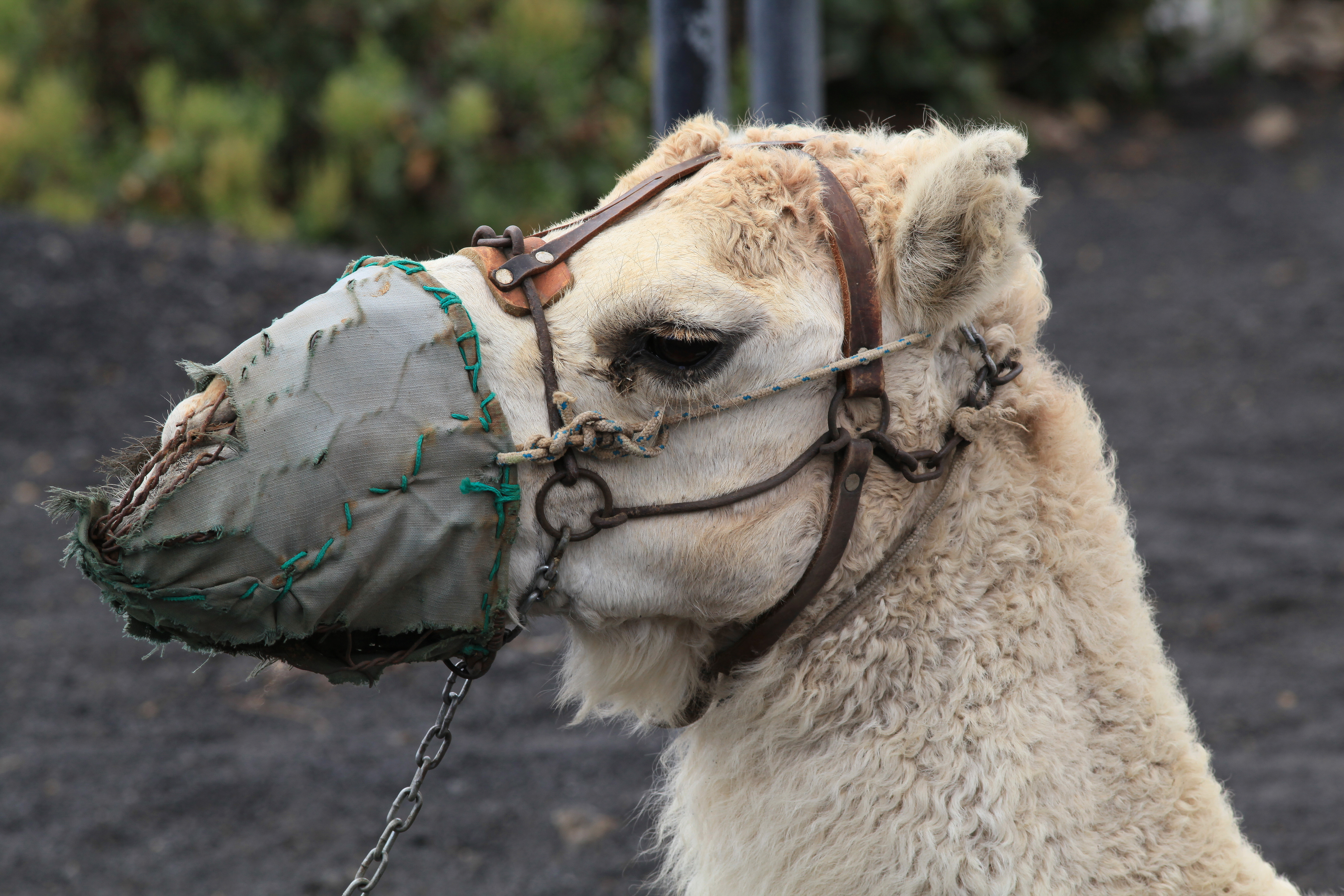
Верблюд у наморднику
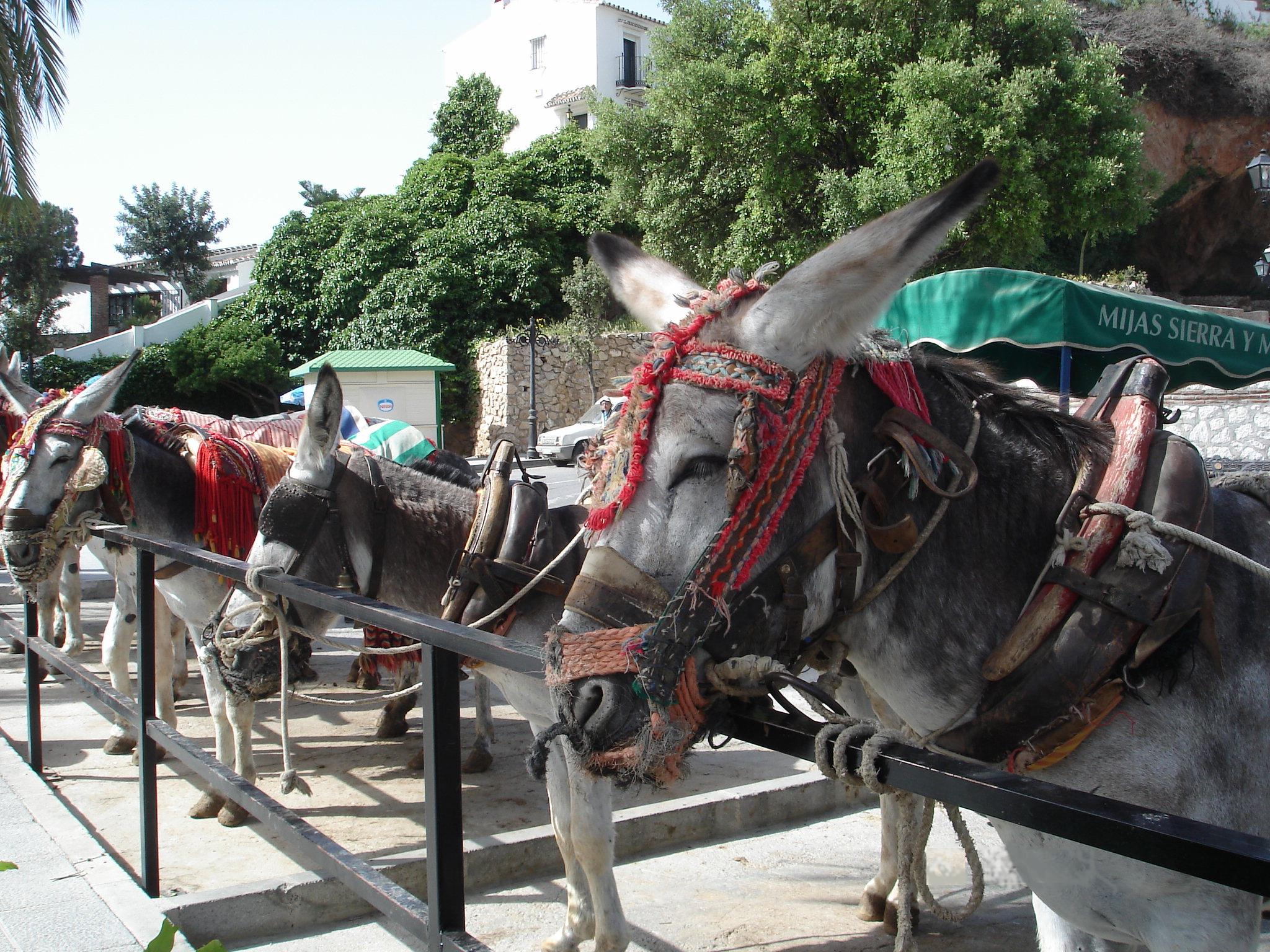
Осел в наморднику
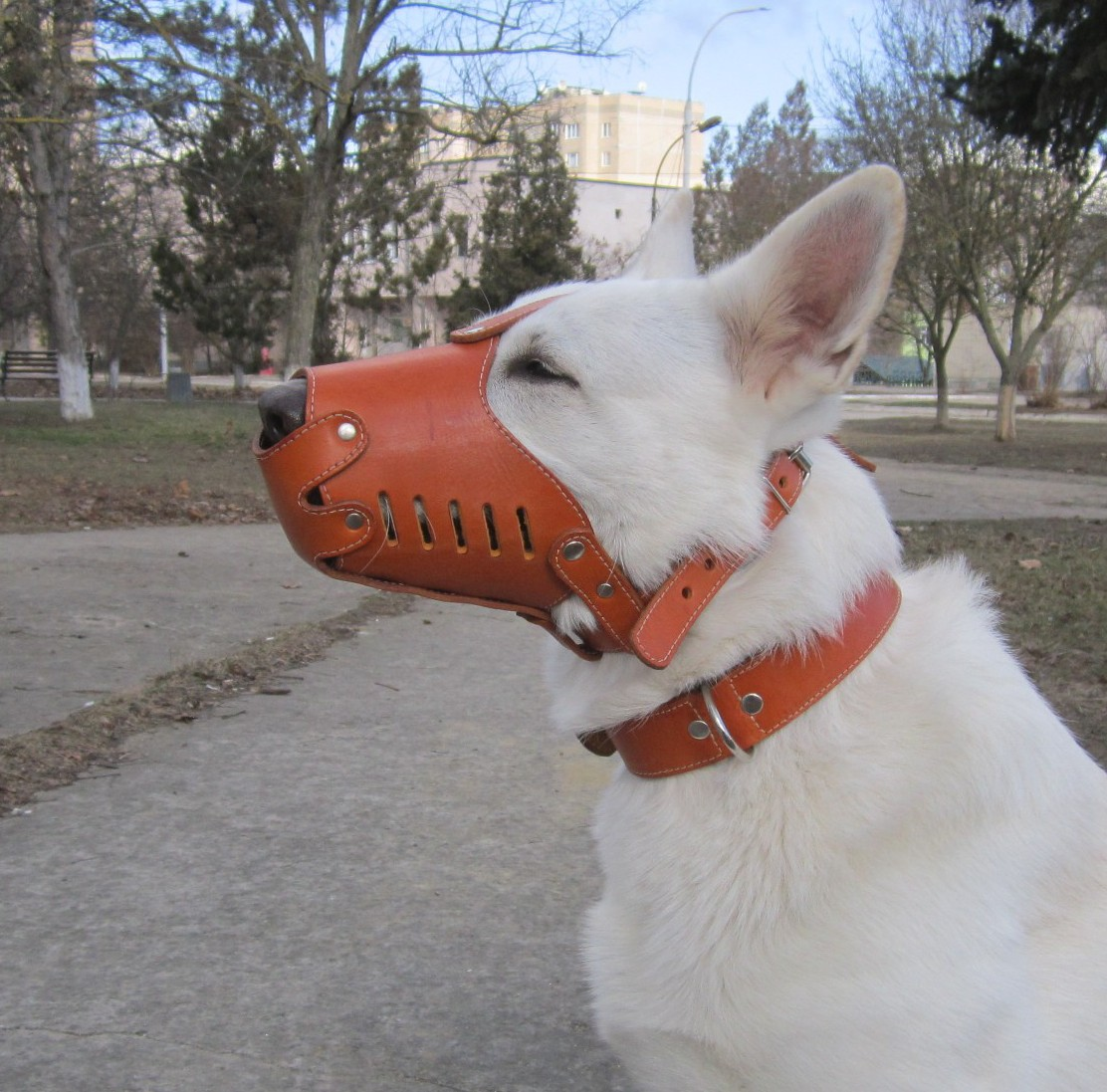
Собака в глухому наморднику.
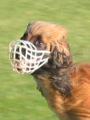
Намордник-сітка на собаці
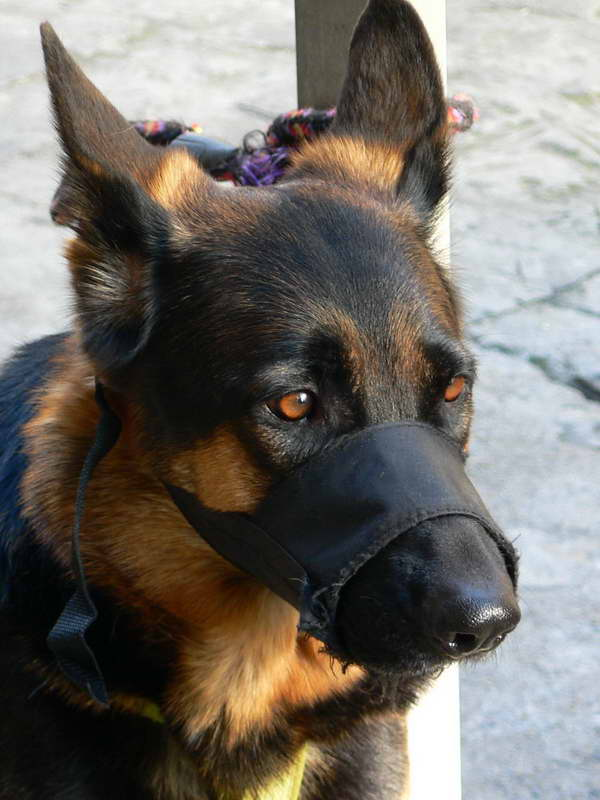
Намордник петлею

## Законодавче регулювання собачих намордників

### Україна
Законодавством України передбачені правила утримання собак у людних місцях, згідно з якими собака повинна завжди перебувати на повідку і в наморднику (ст. 154 Кодексу про адміністративні правопорушення).

### Німеччина
У більшості міст носіння намордника на вулиці обов'язково для собак бійцівських порід (з числа дозволених порід).

## Критика
На думку деяких собаківників намордник не завжди може убезпечити людей від нападу собак, тому що велика тварина може завдати рани ударами важкого намордника. Крім того, сам намордник не завжди безпечний для самої собаки, тому що може ускладнювати доступ повітря і провокує теплові удари в жарку погоду.